# José Carlos Graça Wagner
José Carlos Graça Wagner (falecido em 20 de julho de 2006) foi diretor da Associação Comercial de São Paulo, presidente do Instituto Brasileiro pela Liberdade Econômica e Desenvolvimento Social e presidente do Conselho Curador da Fundação Cásper Líbero. Formou-se em 27/04/1955 pela Faculdade do largo São Francisco.

## Crítica ao Foro de São Paulo
José Carlos Graça Wagner foi crítico do Foro de São Paulo (FSP), uma organização criada em 1990 a partir de um seminário internacional promovido pelo Partido dos Trabalhadores para promover políticas socialistas na América Latina e unificar a abordagem de temas políticos, econômicos e culturais na região, chegando em suas atas a sugerir uma entidade Latino-americana única, desafiando a soberania dos países membros, além de incluir a participação de organizações paramilitares, como as FARC colombianas. Tal informação foi confirmada pelo presidente da venezuela, Hugo Chavez, em pronunciamento nacional em 2008 ligando Lula, FARC e o Foro de São Paulo em vídeo disponível e divulgado amplamente. 
De acordo com José Carlos Graça, o Foro visa manter o castrismo em Cuba e fazê-lo expandir-se para o continente, e para tal, usa o MST como ponta-de-lança.

## Liminar contra o filme Calígula
Em 1992, Graça Wagner conseguiu liminar na Justiça, obrigando a TV Gazeta a retirar o filme Calígula do ar, que continha diversas cenas de cenas de sexo explícito e violência.